# Durul Gence

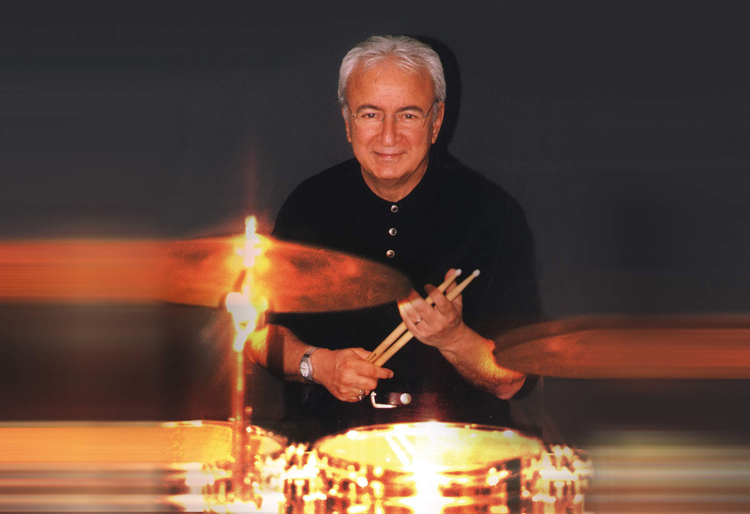
Durul Gence (2008)

Durul Gence (geb. 14. März 1940 in Ankara; gest. 20. Oktober 2021 ebenda) war ein türkischer Jazzmusiker (Schlagzeug, Komposition).

## Leben und Wirken
Durul Gence, der seine Musikerlaufbahn an der Marineakademie begann, in die er 1954 eintrat, um zum Schlagzeuger ausgebildet zu werden, musizierte in einer breiten Palette von Rockmusik, Popmusik und Jazz. Mit seinem Album Sheikh Shamil schaffte er 1970 den Durchbruch. Mit Ensembles wie Istanbul Express und Asia Minor Mission begleitete er Künstler wie Ajda Pekkan, Rüçhan Çamay, Gönül Yazar, Alpay, Tanju Okan und Pamela Spence. Gence hat weiterhin mit internationalen Musikern wie Herb Geller, Sonny Sharrock, den Four Pennies, Lili Ivanova, Mads Vinding, Peter Bastian, Anders Koppel und Herbie Mann gespielt. Zuletzt leitete er ein Quartett namens DG-4. Cumhuriyet zufolge galt er als einer der Pioniere der westlichen Musik in der Türkei.
Gence unterrichtete an der Middle East Technical University und der Hacettepe-Universität. Er war nach einer Krebsdiagnose in medizinischer Behandlung und starb nach dreiwöchigem Aufenthalt im Universitätskrankenhaus.

## Diskographische Hinweise
- Durul Gence 5: Bir Yaz Akşamı
- Durul Gence 5: Yıldızlara Ziyaret (1968)
- Özdemir Erdoğan ve Durul Gence 5'lisi: Bir Matadorun Hikayesi / Kim Bilir (1968)
- Durul Gence 10: İlk konser canlı kayıt (1969)
- Durul Gence/Mehmet Ozan: İstanbul Express 1